# 아라키역 (후쿠오카현)
아라키역(일본어: 荒木駅)은 일본 후쿠오카현 구루메시에 있는 규슈 여객철도 가고시마 본선의 역이다.
일부의 하카타 방면으로부터의 보통 열차가 이 역으로 되돌아오는 것 외에, 쾌속 열차와의 완급 접속도 행한다. 예전에는, 낮 시간 하이누즈카 시발의 상행 쾌속 열차는 아라키까지 앞서가, 아라키에서 후속의 오무타 · 세타카 방면으로부터의 도스행 보통 열차의 발착을 기다려서 출발하고 있다.

## 역 구조 및 승강장
섬식 승강장 2면 4선을 가지는 지상역. 서로의 승강장은 과선교로 연락하고 있다. 승강장이 없는 유치선도 있다. 역사 개축 전의 서점 쪽 1번 승강장은 우지나 역, 교토역으로 다음 일본에서 3번째, 규슈에 존재하는 승강장으로서는 최장으로 존재한다. 이것은 후술과 같이 당시의 제국 육군 구루메 사단 장병의 승강을 용이하게 하기 위해서 설계되었던 것이라고 알려져 있다.
규슈 교통기획이 역 업무를 행하는 업무 위탁역으로, 역사 내부는 자동개찰기나 발권 창구가 설치되어 있다.
| 1 · 2 · 3 | ■ 가고시마 본선 | (상행) | 구루메 · 도스 · 하카타 방면       |
| 4         | ■ 가고시마 본선 | (하행) | 오무타 · 구마모토 · 야쓰시로 방면 |

## 역 주변
- 후쿠오카 현도 89호선 세타카 구루메 선

## 역사
- 1910년 4월 20일 : 국유철도의 역으로서 개업. 육군 구루메 사단의 가장 가까운 역이었다.
- 1987년 4월 1일 : 일본국유철도 분할 민영화에 의해 규슈 여객철도가 승계.
- 1996년 3월 16일 : 화물열차의 설정 폐지.
- 2005년 12월 10일 : 일본화물철도의 역이 폐지.
- 2009년 3월 1일 : IC카드 SUGOCA의 사용을 개시.

## 인접 역
| 가고시마 본선      | 가고시마 본선                                       | 가고시마 본선          |
| ------------------ | --------------------------------------------------- | ---------------------- |
| 구루메 모지코 방면 | ■ 쾌속 · 준쾌속                                     | 하이누즈카 아라오 방면 |
| 구루메 모지코 방면 | ■ 쾌속 · ■ 쾌속 '구마모토 라이너' ■ 준쾌속 · ■ 보통 | 니시무타 가고시마 방면 |